# Fourth (album de Soft Machine)
Albums de Soft Machine
Third
(1970) Fifth
(1972)

Fourth est le quatrième album studio du groupe Soft Machine et le dernier avec le batteur Robert Wyatt. L'album fut enregistré en automne 1970 et est sorti le 28 février 1971.

## Historique
Sur la lancée de Third, le groupe retourne en studio vers la fin octobre 1970 et commence à enregistrer un nouvel album. Cette-fois, le groupe fait appel à de véritables ingénieurs et de nombreux amis viennent les soutenir à l'instrumentation. C'est également le dernier album sur lequel Robert Wyatt sera crédité, puisqu'il quitta pour entamer une carrière solo ainsi que pour former le groupe Matching Mole. Le 16 novembre, Pop 2, une émission française, viendra filmer le groupe en enregistrement. Sur cet album, c'est Hugh Hopper dont l'influence est la plus visible et c'est également ici qu'Elton Dean signe sa première composition pour Soft Machine.

## Listes des pièces
- Face A :
1. Teeth (Mike Ratledge) – 9:15
2. Kings and Queens (Hugh Hopper) - 5:02
3. Fletcher's Blemich (Elton Dean) – 4:35

- Face B :
- La Face B a été entièrement composée et écrite par Hugh Hopper.
1. Virtually Part 1 – 5:16
2. Virtually Part 2 – 7:09
3. Virtually Part 3 – 4:33
4. Virtually Part 4 – 3:23

## Personnel
- Mike Ratledge: Piano acoustique, piano électrique Hohner, orgue Lowrey
- Hugh Hopper : Basse
- Elton Dean : Saxophone alto et saxello
- Robert Wyatt : Batterie

## Personnel additionnel
- Roy Babbington: Contrebasse (1,3,4,6)
- Alan Skidmore : Saxophone ténor (1,6)
- Jimmy Hastings : Clarinette basse (1,6) et flûte alto (6)
- Nick Evans : Trombone (1,2,4)
- Marc Charig: Trompette et cornet à pistons (2,3,4)

## Production
- Producteur : Soft Machine
- Producteur exécutif : Sean Murphy
- Ingénieur : George Chkiantz